# داستان عاشقانه واقعی
داستان عاشقانهٔ واقعی (به انگلیسی: True Romance) فیلمی است محصول سال ۱۹۹۳ و به کارگردانی تونی اسکات است. در این فیلم بازیگرانی همچون کریستین اسلیتر، پاتریشا آرکت، دنیس هاپر، وال کیلمر، گری الدمن، برد پیت و کریستوفر واکن ایفای نقش کرده‌اند.

## بازیگران
- کریستین اسلیتر
- پاتریشا آرکت
- وال کیلمر
- دنیس هاپر
- گری الدمن
- برد پیت
- کریستوفر واکن
- مایکل راپاپورت
- برانسون پینچوت
- سال روبینک
- ساموئل ال. جکسون
- جیمز گاندولفینی
- کریس پن
- تام سایزمور
- مایکل بیچ
- کونچتا فرل
- آنا تامسون
- ویکتور آرگو
- کوین کوریگان
- پل بن-ویکتور
- اریک آلن کریمر
- اد لاتر